# Prins Hendriklaan (Baarn)
De Prins Hendriklaan is een toegangsweg naar centrum van Baarn in de Nederlandse provincie Utrecht. 
De Prins Hendriklaan verbindt de Stationsweg met het kruispunt Amalialaan, Leestraat, Nieuw Baarnstraat en de Laandwarsstraat. Aan de laan staan veel appartementengebouwen.
De laan met veel beuken en platanen heette oorspronkelijk Lielaan en werd in de 18e eeuw aangelegd als zichtas op het huis De Eult in het Baarnse Bos. Deze as werd onderbroken door de aanleg van een spoorlijn. De laan is later genoemd naar prins Hendrik de Zeevaarder. Deze had grond verkocht om de spoorlijn Amersfoort-Amsterdam mogelijk te maken. 